# 구조식

바이타민 B_{12}의 골격 구조식. 많은 유기 화합물이 복잡하게 엉켜있어 화학식이나 분자식으로 나타내기 어렵다.

구조식(構造式, 영어: structural formula)은 분자 구조(구조화학에 의해 결정됨)를 그래픽으로 표현한 것으로, 3차원 공간에서 원자가 어떻게 배열되는지를 보여준다. 분자의 화학 결합도 분명하게 하거나 내포하여 표시한다. 한정된 수의 기호를 갖고 제한된 서술만을 할 수 있는 분자식과는 달리, 구조식은 보다 완벽한 분자 구조의 기하학적 정보를 제공한다. 예를 들어, 분자식은 같지만 원자의 구조나 배열이 다른 이성질체를 정확히 표현할 수 있다.
화합물 데이터베이스와 같은 여러 체계적인 화합 명명 포맷이 사용되며, 기하학적 구조와 동등하고 매우 효과적이다. 이러한 화합물 명명법에는 SMILES, InChI 그리고 CML 등이 있다. 이런 명명법은 구조식으로 변환할 수 있고, 그 역도 가능하지만, 화학자들은 대게 이러한 명명법보다는 구조식을 통해 화학 반응이나 합성을 설명한다. 왜냐하면 화학 반응 중에 일어나는 구조적 변화와 분자를 시각화할 수 있기 때문이다.

## 루이스 구조

각 화학식 별 분자의 표현

루이스 구조 또는 루이스 전자점식은 원자의 연결과 고립 전자쌍 또는 유리기 전자를 보여주는 평평한 그래픽 구조식이며, 3차원 구조는 아니다. 이 표기법은 대체로 작은 분자에 사용된다. 각 선은 단일 결합의 두 전자를 나타낸다. 원자 사이의 두 개, 혹은 세 개의 평행선은 각각 이중, 삼중 결합을 나타낸다. 선 대신 점들로 결합을 나타낼 수도 있다. 또, 모든 짝지은 전자와 그렇지 않은 비결합 전자와 원자의 형식 전하를 표시한다.

물의 루이스 구조

## 간략구조식
그래픽 사용이 매우 제한적이었던 초기 유기화학 출판물에서는 텍스트 형태로 유기 구조를 설명하였다. 이 방식을 간략구조식(영어: condensed formulas)이라고 한다. 간략구조식은 고리 화합물에 적용할 때 문제가 있지만, 간단한 구조를 나타내기에 편리하다.
CH3CH2OH  (에탄올)
괄호는 여러 개의 동일한 그룹을 나타내기 위해 사용된다. 간략구조식 중간에 괄호를 쓰는 경우에는 왼쪽에 가장 가까운 비수소 원자에 붙음을 말하며, 시작 부분에 사용할 때에는 오른쪽에 있는 원자에 붙음을 말한다.
(CH3)2CHOH 또는 CH(CH3)2OH   (2-프로판올)
수소 원자를 비롯한 모든 원자가 항상 표시된다.

## 골격 구조식
골격 구조식(영어: skeletal formula) 또는 뼈대 구조는 보다 복잡한 유기 화합물의 표준 표기법이다. 유기화학자 아우구스트 케쿨레가 처음으로 사용한 이러한 유형의 다이어그램에서는 탄소 원자는 원소 기호 C로 표시되지 않으며, 꼭짓점(모서리)와 선 끝에 위치하도록 암시한다. 탄소 원자에 붙은 수소 원자는 표기하지 않는다: 각 탄소 원자는 탄소 원자에 네 개의 결합을 할 수 있는 충분한 수소 원자와 연결되어 있는 것으로 이해된다. 탄소 원자에 양전하나 음전하가 존재하면 암시된 수소 원자 중 하나를 대신한다. 탄소 이외의 원자에 붙은 수소 원자는 명백히 표기한다.

아이소뷰탄올의 골격 구조식, (CH3)2CHCH2OH

## 입체화학적 표현
분자 내 원자의 3차원 공간적 배열을 표현하는 몇 가지 방법이 있다. (입체화학).

### 골격 구조식에서 입체화학

스트리크닌의 골격 구조식. 상단의 질소(N)에서 보이는 solid wedged 결합은 above-the-plane 결합이고, 하단의 수소(H)에서 보이는 dashed wedged 결합은 below-the-plane 결합이다.

골격 구조식의 카이랄성은 나타 투영법 (en:Natta projection)으로 표현된다. Solid wedged 또는 dashed wedged 결합은 각각 종이의 above-the-plane 또는 below-the-plane 결합을 말한다.

### 불특정한 입체화학

그림의 왼쪽 상단 하이드록시기 (OH)에 알 수 없는, 혹은 불특정한 입체화학 결합을 갖는 프럭토스.

물결 모양의 단일 결합은 알려지지 않았거나 불특정한 입체화학 또는 이성질체 혼합물을 말한다. 예를 들어, 왼쪽 그림에서는 왼쪽에 있는 HOCH2- 그룹에서 물결 모양 결합을 갖는 프럭토스 분자를 보여준다. 이 경우에는, 가능한 두 개의 고리 구조가 서로 화학 평형 상태에 있으면서 열린 사슬 구조이다. 고리는 자동으로 열리고 닫히는데, 닫힌 것으로 입체화학화하기도 하고, 열린 것으로 하기도 한다.
골격 구조식은 알켄의 기하 이성질체를 묘사할 수 있다. 물결 모양의 단일 결합은 알려지지 않았거나 불특정한 입체화학 또는 사면체 카이랄 센터와 같은 이성질체 혼합물을 나타내는 표준 방식이다. 교차된 이중 결합은 가끔 사용되었지만, 더 이상 일반적인 용도로는 허용되는 방식이 아니다.

알켄 입체화학

## 투영식

### 뉴만 투영식와 sawhorse projection

뷰테인의 뉴만 투영식
뷰테인의 Sawhorse projection

### 사이클로헥세인 형태

beta-D-글루코스의 의자 형태

### 하워스 투영식

beta-D-글루코스의 하워스 투영식

### 피셔 투영식

D-글루코스의 피셔 투영식

## 한계
구조식은 간소화된 모델로, 화학 구조의 특정한 면을 나타낼 수 없다. 예를 들어, 공액계와 같은 동적 시스템에는 적용되지 않을 수 있다.  방향족은 그런 경우에 해당하고, 결합을 나타내기 위해 관례에 의존한다. 다른 스타일의 구조식은 다른 방법으로 방향족성을 나타낼 수 있으며, 동일한 화합물을 다르게 표현하게 될 수 있다. 

## 같이 보기
- 분자 그래프(영어판)
- 화학식
- 분자식
- VIF
- 곁사슬
- 화학 구조